# GN-Klasse Y1
Die Klasse Y-1 der Great Northern Railway umfasste acht von der American Locomotive Company und General Electric gebaute Elektrolokomotiven mit der Achsformel (1Co)'(Co1)'. Bei der Pennsylvania Railroad wurde diese Baureihe später als Klasse FF2  bezeichnet.

## Geschichte
In den Jahren 1925 bis 1929 wurde durch die Great Northern ein neuer 12,5 Kilometer langer Cascade Tunnel unter dem Stevens Pass errichtet. Der gesamte elektrifizierte Abschnitt zwischen Wenatchee und Skykomish im US-Bundesstaat Washington war 117 km lang. Auch bei diesem Tunnel war auf Grund der mangelhaften Belüftung ein Einsatz von Dampflokomotiven unmöglich.
Im Gegensatz zum bisher im alten Tunnel genutzten Stromsystem von 6,6 kV, Dreiphasen-Wechselstrom mit 25 Hertz setzte man nunmehr auf 11 kV Einphasenwechselstrom mit 25 Hertz. Damit übernahm man die Erfahrung aus den erfolgreichen Tests mit dem gleichen System auf der Detroit, Toledo and Ironton Railroad. Für den Einsatz auf der neuen Tunnelstrecke mussten auch neue Lokomotiven erworben werden.
Die Lokomotiven wurden zwischen 1927 und 1930 für die Great Northern Railway (GN) gebaut. Die ersten beiden Lokomotiven wurden 1927, die nächsten beiden 1928 und vier 1930 geliefert. Die Maschinen waren zu dieser Zeit die größten Umformerlokomotiven weltweit. 
Bei der GN trugen die Fahrzeuge die Nummern 5010 bis 5017. Die Lokomotive mit der Nummer 5011 wurde nach einem Unfall im Jahr 1945 umgebaut, wobei sie statt des zuvor kastenförmigen Aufbaus stromlinienförmige Führerhäuser von der bei der Baureihe EMD FT verwendeten Art erhielt. Diese Lokomotive wurde fortan als Klasse Y-1a bezeichnet.
Nach dem Ende des elektrischen Betriebs bei der GN erwarb die PRR 1956 alle acht Lokomotiven. Die umgebaute Y1-a diente der PRR nur als Ersatzteilspender und wurde nie eingesetzt. Die sieben anderen Lokomotiven erhielten die Nummern 1 bis 7 und wurden auf den elektrifizierten Strecken im östlichen Pennsylvania eingesetzt.
Zwischen 1960 und 1966 wurden nach und nach alle Lokomotiven ausgemustert und verschrottet.

## Konstruktive Merkmale
Es handelte sich um Umformer-Lokomotiven, bei denen der Wechselstrom aus der Oberleitung zunächst heruntertransformiert wurde und zwei Wechselstrommotoren antrieb. Der Transformator wurde mit einem Ventilator gekühlt und hatte eine Ausgangsspannung von 2300 Volt. Die Wechselstrommotoren trieben wiederum zwei 750-V-Gleichstromgeneratoren an, welche die Gleichstrom-Fahrmotoren versorgten. Sechs GE-290-A Fahrmotoren trieben jeweils eine Achse der Lokomotive an.
Die Lokomotiven besaßen außerdem eine Mehrfachsteuerung sowie eine Nutzbremse.